# João Úrsulo
João Úrsulo Ribeiro Coutinho Filho (Santa Rita, PB, 3 de setembro de 1915 — Rio de Janeiro, RJ, 6 de outubro de 1970) foi um fazendeiro, advogado, banqueiro e político brasileiro, outrora deputado federal pela Paraíba.

## Biografia
Filho de João Úrsulo Ribeiro Coutinho e Helena Pessoa Ribeiro Coutinho. Aluno da tradicional Faculdade de Direito do Recife, formou-se advogado em 1937 pela Universidade Federal de Pernambuco e no ano seguinte foi nomeado prefeito de Sapé pelo interventor Argemiro de Figueiredo. Membro da UDN, participou da primeira reunião do diretório nacional do partido e após o fim do Estado Novo foi eleito deputado federal pela Paraíba em 1945 e sob tal condição participou da Assembleia Nacional Constituinte que elaborou a Constituição de 1946. Não reeleito no pleito seguinte, chegou a exercer o mandato mediante convocação nos últimos meses da legislatura, mas voltou à Câmara dos Deputados em 1954 e 1958, abandonando a vida política ao fim do mandato.
Genro de Virgínio Veloso Borges, foi sucedido como deputado federal por seus irmãos, sendo que Odilon Ribeiro Coutinho foi eleito pelo Rio Grande do Norte em 1962 e Renato Ribeiro Coutinho foi eleito pela Paraíba em 1966. Tem ainda laços de parentesco com Flávio Ribeiro Coutinho e Flaviano Ribeiro Coutinho Filho, o primeiro dos quais eleito governador da Paraíba em 1955 e o outro foi eleito deputado federal pelo referido estado em 1962 e 1966.
Permanecendo no Rio de Janeiro, foi presidente do Banco Aliança até outubro de 1970, quando a instituição foi absorvida pelo atual Itaú Unibanco, hoje parte de uma Holding Financeira.